# Resolució 360 del Consell de Seguretat de les Nacions Unides
La Resolució 360 del Consell de Seguretat de les Nacions Unides, fou aprovada el 16 d'agost de 1974. Després de recordar resolucions anteriors i assenyalar que tots els estats han declarat el seu respecte a la sobirania, la independència i la integritat territorial de la República de Xipre, la Resolució registra formalment la seva desaprovació de les accions militars unilaterals preses contra ella per Turquia. El Consell va instar llavors a les parts que compleixin sense demora les seves resolucions anteriors, particularment la resolució 353 i després van demanar al Secretari General de les Nacions Unides que informés de nou les que siguin necessàries per poder adoptar altres mesures destinades a promoure el restabliment de les condicions pacífiques.
La resolució va ser aprovada amb 11 vots contra cap, amb tres abstencions de la República Socialista Soviètica de Belarús, Iraq i la Unió Soviètica.